# Presolana
La Presolana è un massiccio montuoso delle Prealpi Bergamasche che raggiunge un'altitudine di 2 521 m s.l.m.
È situato completamente in provincia di Bergamo, fra la Val Seriana (comuni di Castione della Presolana, Rovetta e Oltressenda Alta) e la Valle di Scalve (comuni di Colere e Vilminore di Scalve).
Fin dalla metà dell'Ottocento il massiccio ha attratto alcuni dei più importanti nomi dell'alpinismo italiano. Situato a metà cammino tra la Pianura Padana e le Alpi Retiche occidentali, il Pizzo della Presolana presenta alcuni dei più ricchi giacimenti minerari e fossili delle Alpi.

## Origine del nome
Numerose sono le versioni che vorrebbero fornire il nome di questa montagna, e molte hanno uno sfondo leggendario.
La più suggestiva deriverebbe dall'espressione latina “Presa-Alana”, con riferimento ad una battaglia che vide la sconfitta del popolo degli Alani ad opera dei Romani (o in un'altra versione per mano di Carlo Magno, secondo la quale egli sconfisse un sovrano del posto, l'Alano, che governava il paese di Breno) proprio in quella zona.
Si dice che fu un'immensa carneficina, tanto che alla valle in cui accaddero questi scontri, prima chiamata Valle Decia, venne cambiato nome in Calve (attualmente Valle di Scalve) a causa "della calvarie d'ossa spolpate avanzate al grande macello" (anche secondo la storia alternativa di Carlo Magno la valle prese il nome per questo motivo).
Sempre secondo la leggenda si dice che, nelle notti di tempesta, gli spiriti degli Alani vaghino ancora tra le rocce di questa montagna. Altre leggende vedono coinvolti folletti, spiriti e splendide fanciulle, ma la versione più credibile resta quella più recente, secondo la quale il nome Presolana deriverebbe dal dialetto praizzöla (in italiano “praticciolo”) per via dei piccoli prati presenti sulle proprie pendici.
Un'altra leggenda riferisce di un bandito di un'epoca sconosciuta che si aggirava nel nord Italia. Dopo che il bandito fu identificato nella persona di Lana, che aveva il covo dove ora c'è il paese Cadilana (LO) (Ca' = Casa, Casa di Lana) si diede alla fuga e cercò di raggiungere le Alpi per fuggire all'estero; con un furbo stratagemma la Giustizia riuscì però a trarlo in inganno e catturarlo proprio dove ora sorge la Presolana, evento da cui prenderebbe appunto il nome.

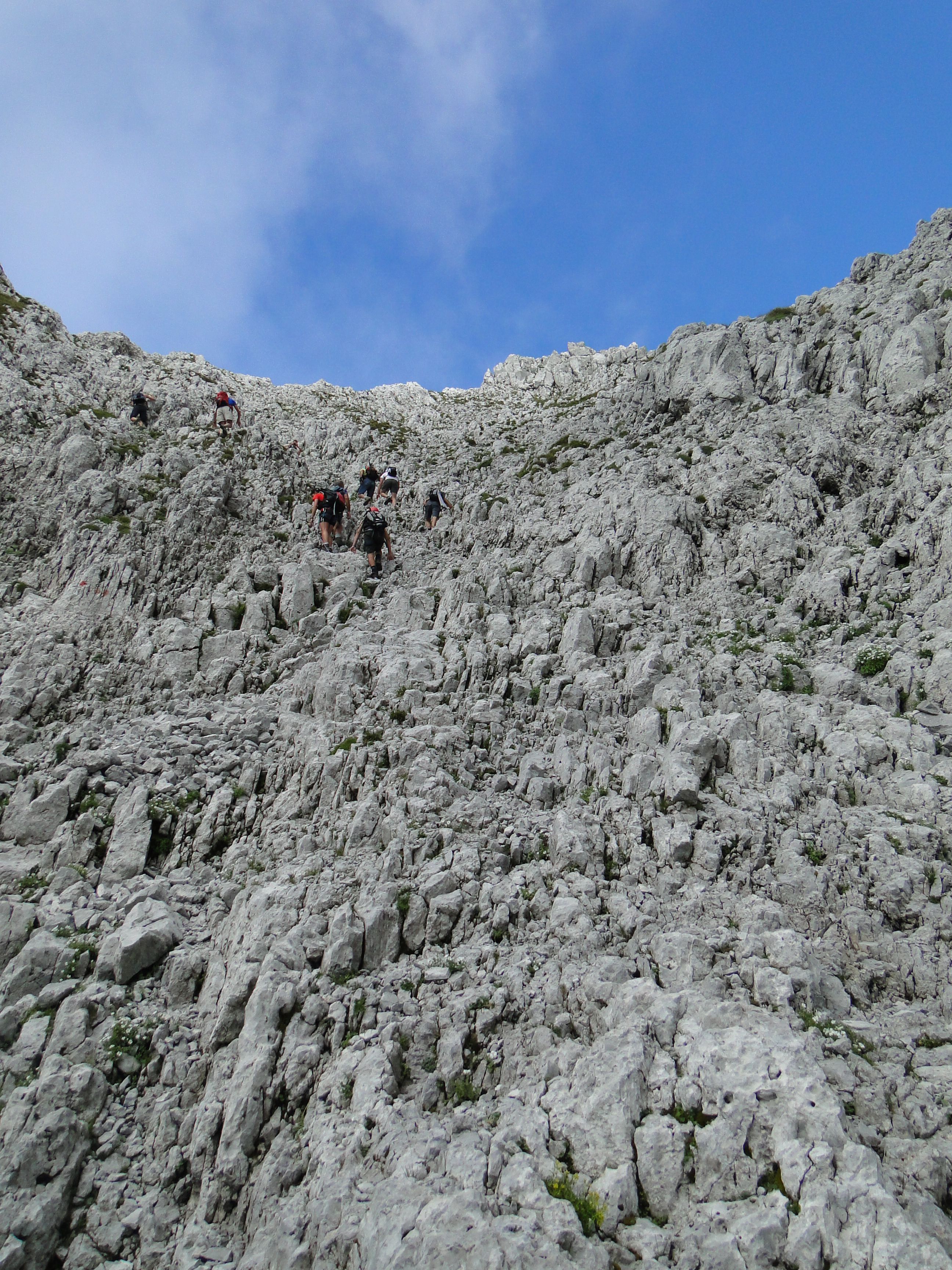
Arrampicata verso la cima occidentale

## Descrizione e storia alpinistica
È un imponente blocco calcareo solcato da canaloni e circondato da guglie e torrioni.
Le cime principali, costituite da roccia calcarea, formano una catena che, andando da ovest ad est, comprende la Presolana di Castione (2.474 m), la Presolana Occidentale (la più elevata, 2.521 m), la Presolana del Prato (2.447 m), la Presolana Centrale (2.517 m), la Presolana Orientale (2.490 m) ed il Monte Visolo (2.369 m).
Il versante meridionale (verso Castione della Presolana e le sue frazioni, ed in particolare verso il Passo della Presolana) è relativamente dolce, mentre quello settentrionale è alquanto verticale e sovrasta imponente l'abitato di Colere.
Dal punto di vista alpinistico la Presolana è probabilmente la più importante montagna della provincia di Bergamo, per quanto non sia la più elevata (distinzione che spetta al Pizzo Coca, che raggiunge i 3.050 m) e nonostante il fatto che la via normale di salita sia relativamente semplice. Il motivo è legato al gran numero di vie di arrampicata (spesso estremamente difficoltose) che ne percorrono le pareti ed anche alla quota relativamente bassa che facilita l'accesso anche in stagione non buonissima. La vetta dell'Occidentale fu raggiunta per la prima volta da Carlo Medici, Federico Frizzoni e Antonio Curò (fondatore della sezione bergamasca del CAI) il 4 ottobre 1870.
Alle sue pendici si trovano gli impianti di risalita per sport invernali (in particolare lo sci da discesa) di Colere e del Passo della Presolana ed i paesi circostanti sono località turistiche di una certa importanza.

## Cime del massiccio

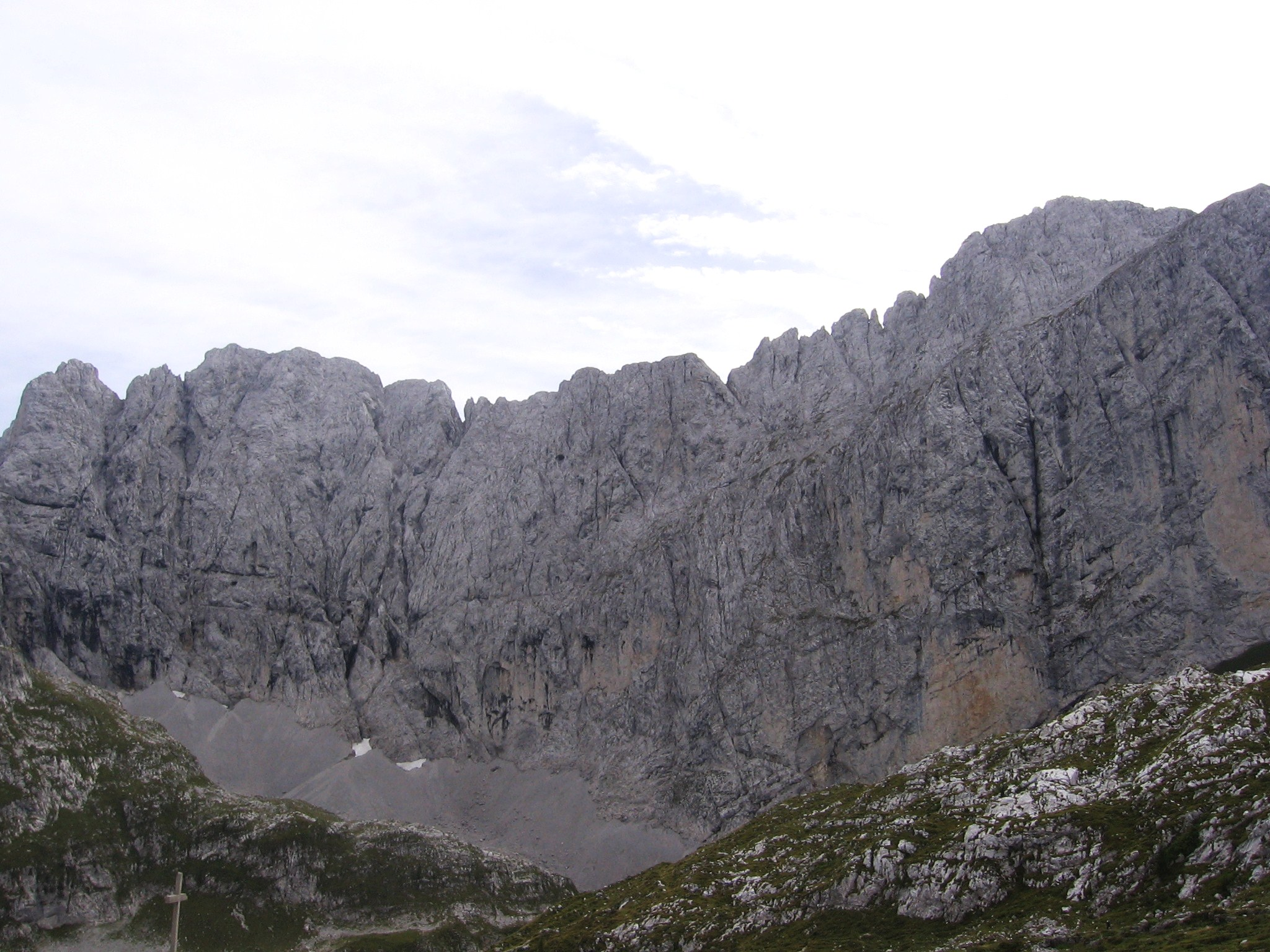
Parete Nord

| Nome cima             | metri | prima salita                                                                 |
| --------------------- | ----- | ---------------------------------------------------------------------------- |
| Presolana Occidentale | 2.521 | 3 ottobre 1870, versante sud: Antonio Curò, Federico Frizzoni e Carlo Medici |
| Presolana Centrale    | 2.517 | marzo 1876, canalone sud: Luigi Brioschi, Ferdinando Imseng                  |
| Presolana Orientale   | 2.490 | 25 settembre 1875, versante sud-est: Antonio Baroni, Emilio Torri            |
| Presolana di Castione | 2.474 | 18 luglio 1909, cresta ovest: Aldo Crespi, Antonio Josi                      |
| Presolana del Prato   | 2.405 | 18 agosto 1920, parete nord: Giulio Cesareni, Antonio Piccardi               |

Cime secondarie:
| Nome cima                 | metri |
| ------------------------- | ----- |
| Monte Visolo              | 2.370 |
| Corna delle Quattro Matte | 2.122 |
| Pizzo di Corzene          | 2.012 |
| Pizzo Olone               | 1.983 |
| Cima di Bares             | 1.974 |
| Monte Campo               | 1.951 |
| Monte Cornetto            | 1.786 |
| Pizzo Plagna              | 1.637 |

## Sentieri ed escursioni

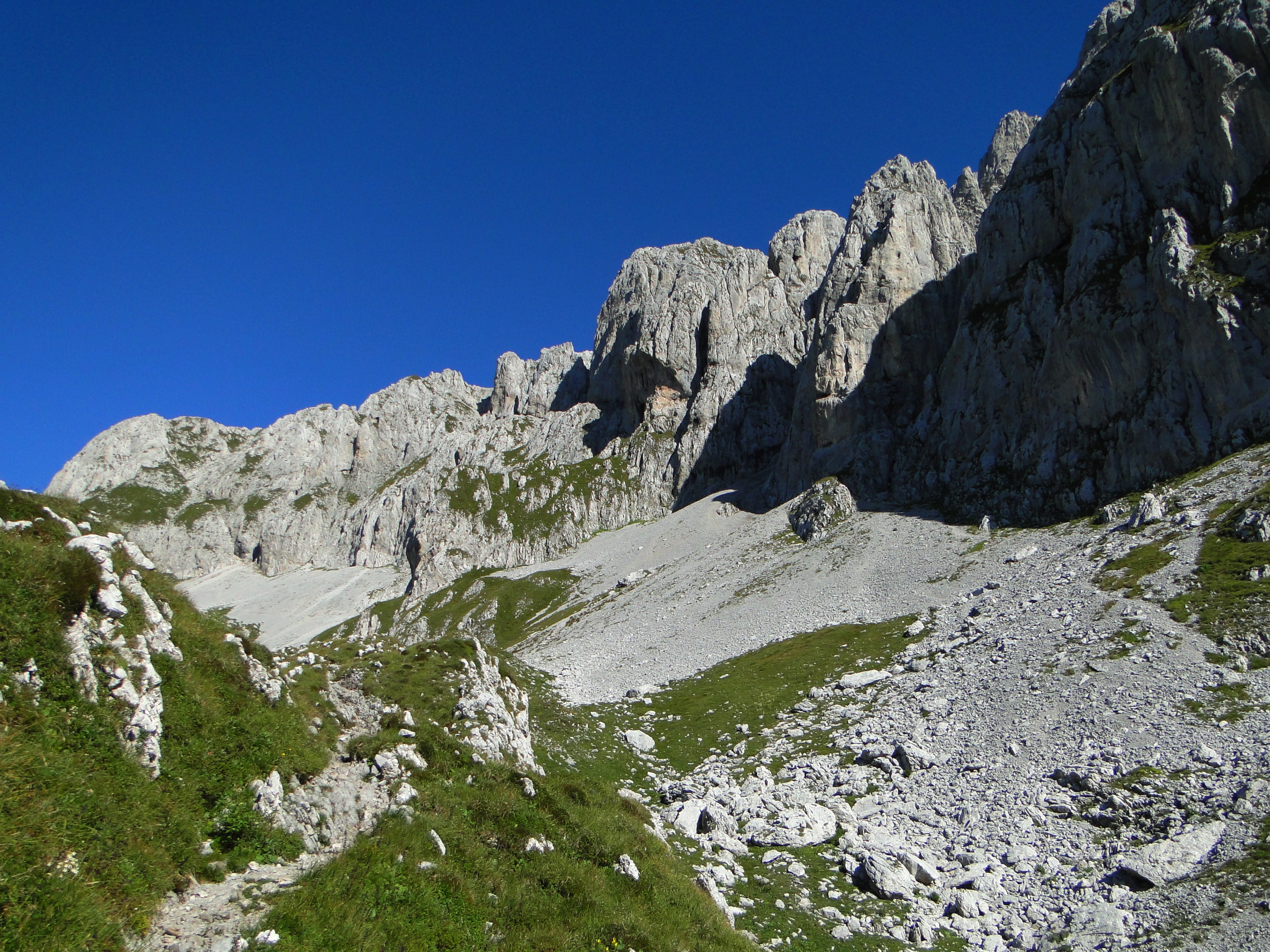
Sul sentiero tra la cappella Savina e la grotta dei Pagani

Sono numerosi i sentieri che solcano la Presolana. Uno dei più importanti è il Periplo della Presolana, completato pochi anni fa dalla sezione del CAI di Clusone. Si tratta di un sentiero piuttosto impegnativo, ma anche molto suggestivo, in quanto permette la visione di panorami sulle valli contigue mozzafiato. Unisce il Rifugio Olmo (posto sul versante sud della montagna), con il Rifugio Albani sul versante nord. Partendo dall'Olmo, si scende in Valzurio per poi giungere in Val di Scalve attraverso il Passo di Scagnello (2076 m). Dal passo, il tragitto che porta all'Albani è piuttosto breve e in leggera discesa. Decisamente più impegnativo il tratto di percorso che porta dall'Albani all'Olmo, compiendo così il periplo del massiccio: si passa attraverso una via ferrata che giunge prima al Passo della Porta (2215 m) e poi al Monte Visolo; una volta raggiunto il versante sud nella Valle dell'Ombra, si scalano prima il Passo di Pozzera (2126 m) e poi il Passo degli Agnelli (1940 m) prima di tornare nuovamente al rifugio Olmo.
La Presolana è inoltre attraversata dal Sentiero delle Orobie, un lungo percorso (circa 85 chilometri) suddiviso in 7 tappe che tocca altrettanti rifugi delle Orobie Orientali; la Presolana ne viene attraversata nell'ultimo tratto che porta dal Rifugio Albani al Passo della Presolana (1297 m). La difficoltà di questo tratto è tale (si affronta la Presolana in quota, passando dal già citato Passo della Porta e dalla via ferrata) che talvolta si sceglie di terminare il Sentiero a Colere (soprattutto in caso di meteo non favorevole).
Esistono numerosi altri sentieri che attraversano i boschi della Presolana, quasi tutti sotto la vigilanza del CAI: i sentieri 315, 316, 317, 318, 319, 320, 326 (via ferrata del Passo della Porta), 327 (quest'ultimo inizia a Clusone e percorre il crinale che dalla città porta sino a 1950 m di altezza, sotto la Cresta di Valzurio, l'imponente spigolo ovest della Presolana) permettono tutti di percorrere i boschi di conifere del versante sud; i sentieri (sempre numerazione CAI) 311, 401 (che sono parte del Periplo della Presolana), 402, 403 e 404 permettono invece ampie vedute sul dolomitico versante nord del massiccio.

## Rifugi

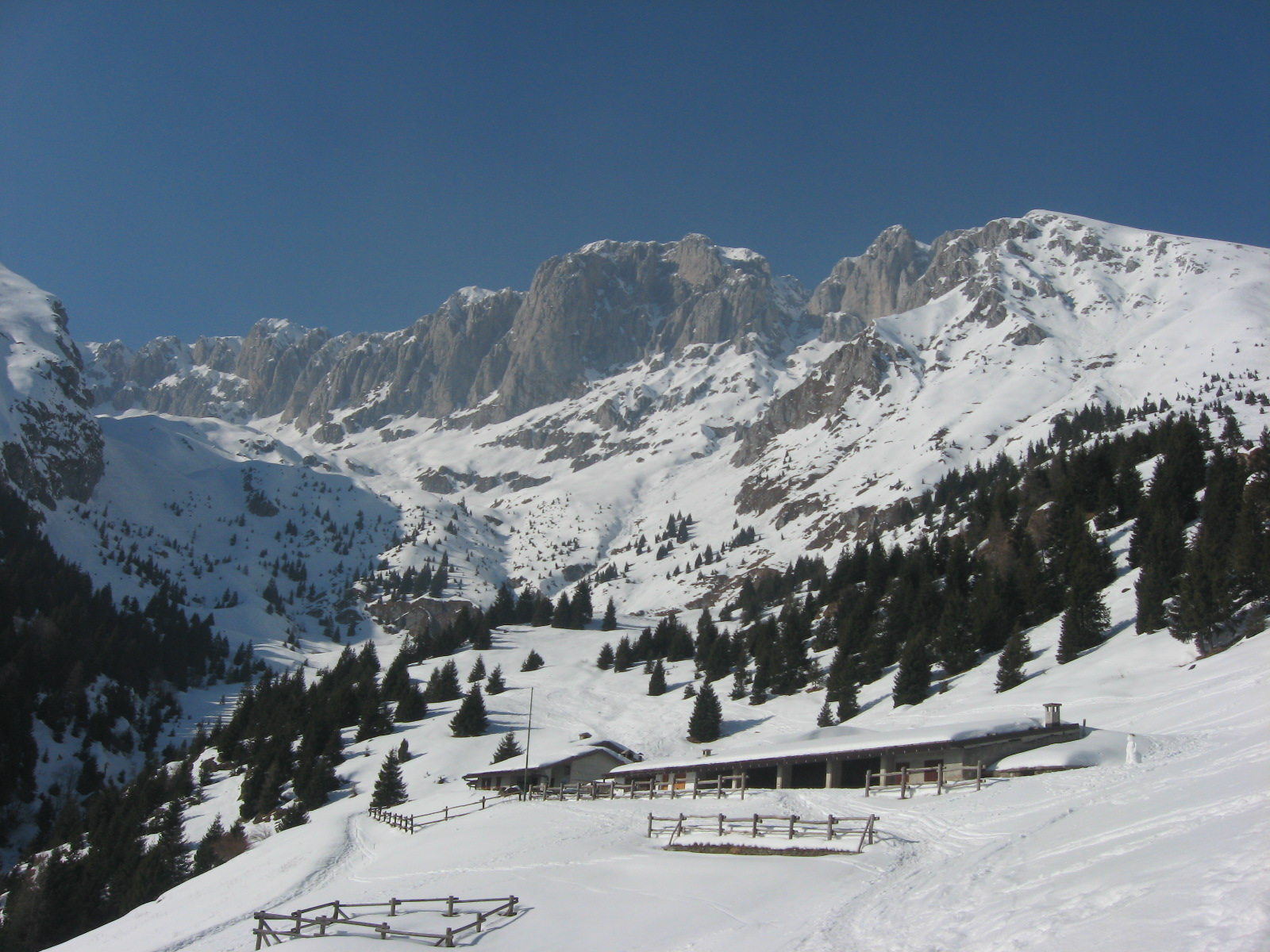
La malga Cassinelli

Considerata l'importanza sia alpinistica che escursionistica del massiccio, sono presenti in buona quantità dei rifugi.
Versante sud:
- Rifugio Olmo (1819 m) - Costruito in onore del presidente della sezione CAI di Clusone Rino Olmo perito agli inizi degli anni novanta in Presolana
- Rifugio Malga Cornetto (1523 m)
- Rifugio Malga Cassinelli (1568 m)
- Bivacco Città di Clusone (2085 m)
- Rifugio Baita di Campo (1526 m)

Versante nord:
- Rifugio Luigi Albani (1939 m; proprietà del CAI di Bergamo)
- Rifugio Cima Bianca (2072 m)
- Rifugio delle Aquile (2225 m)

## Galleria d'immagini

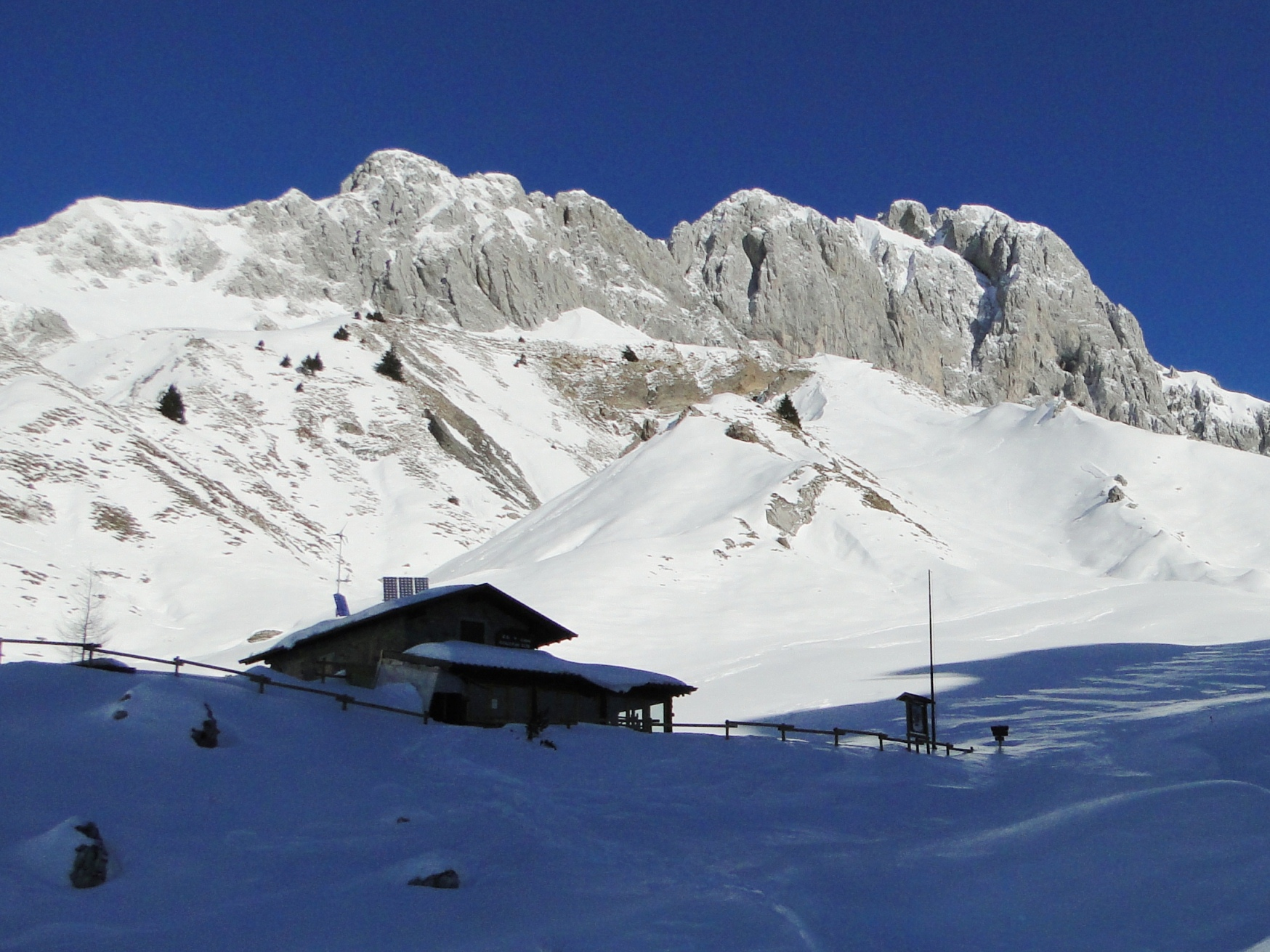
La Presolana fa da sfondo al Rifugio Rino Olmo
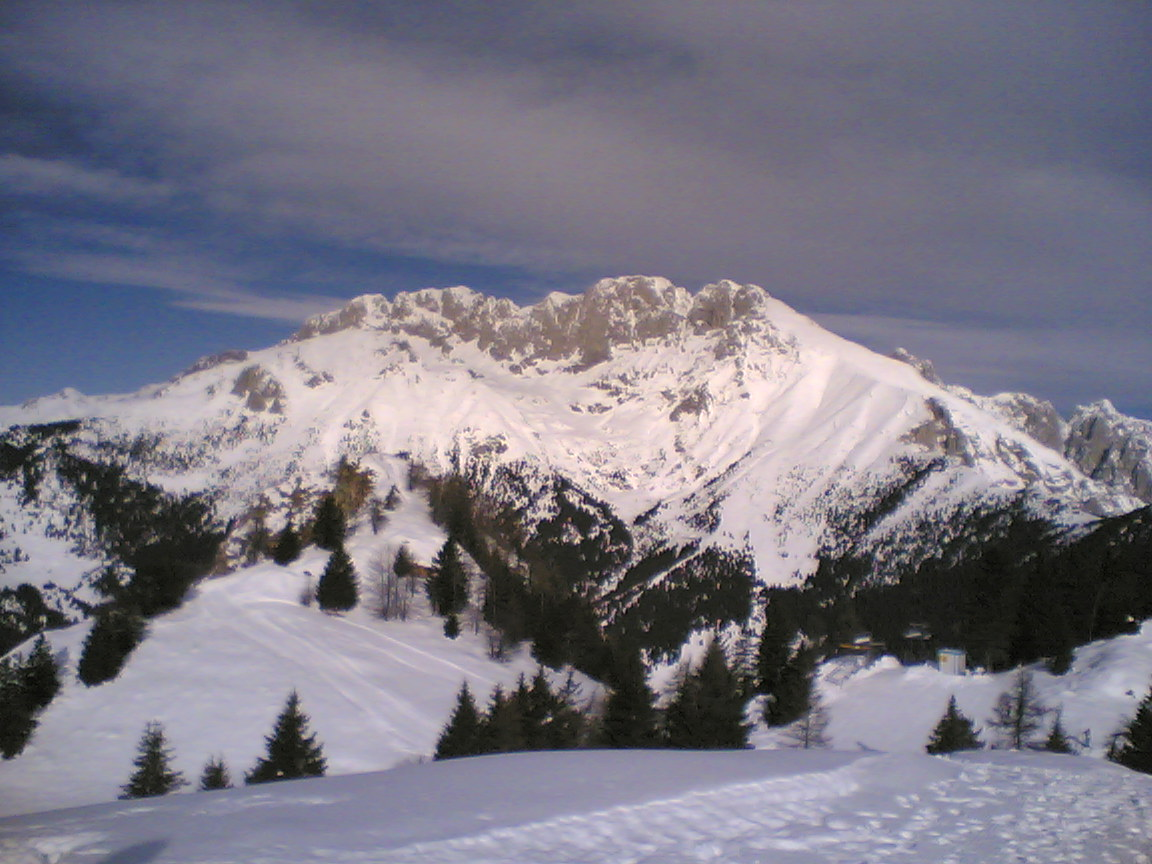
Le cime della Presolana in inverno
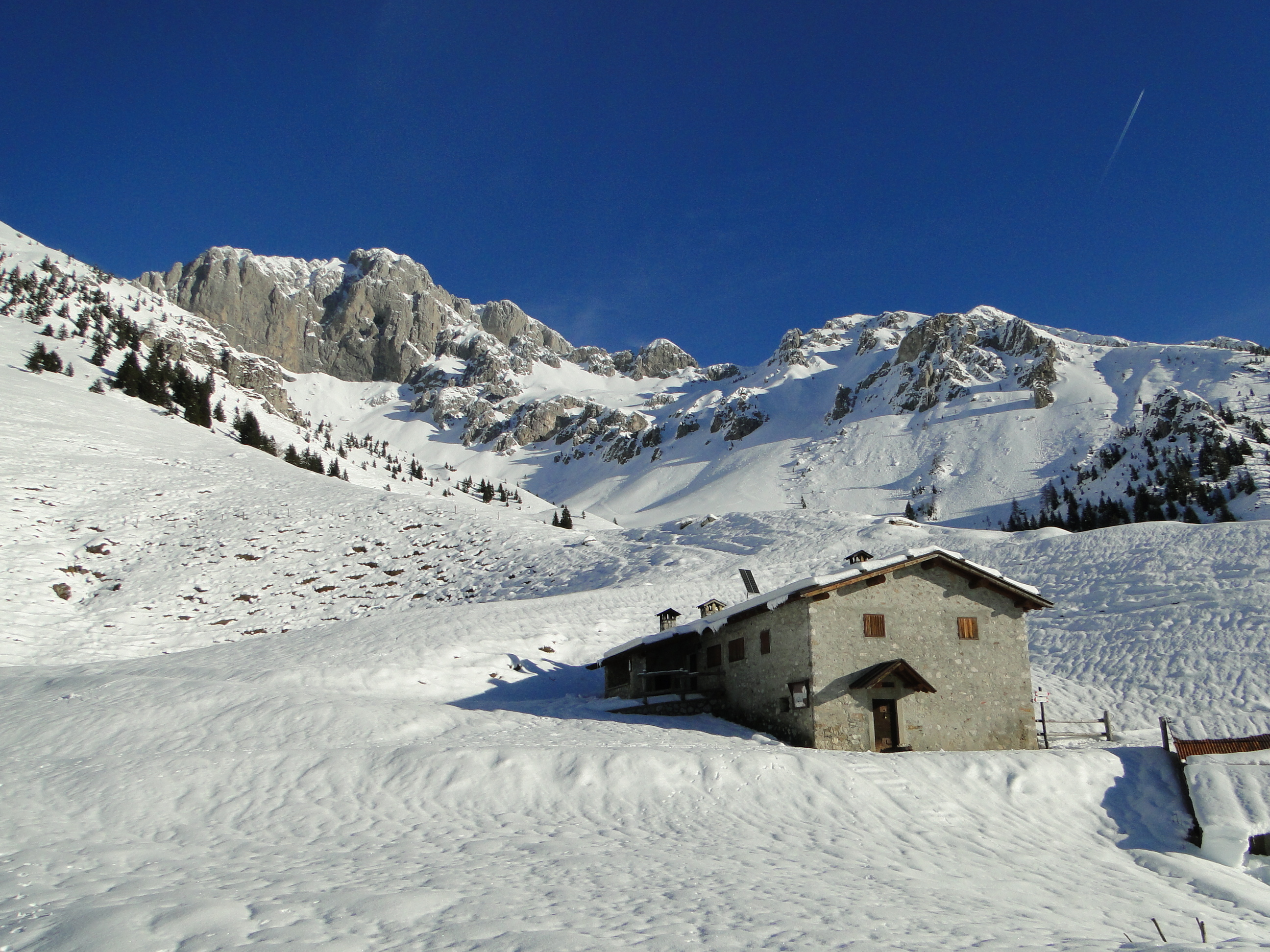
Malga Presolana
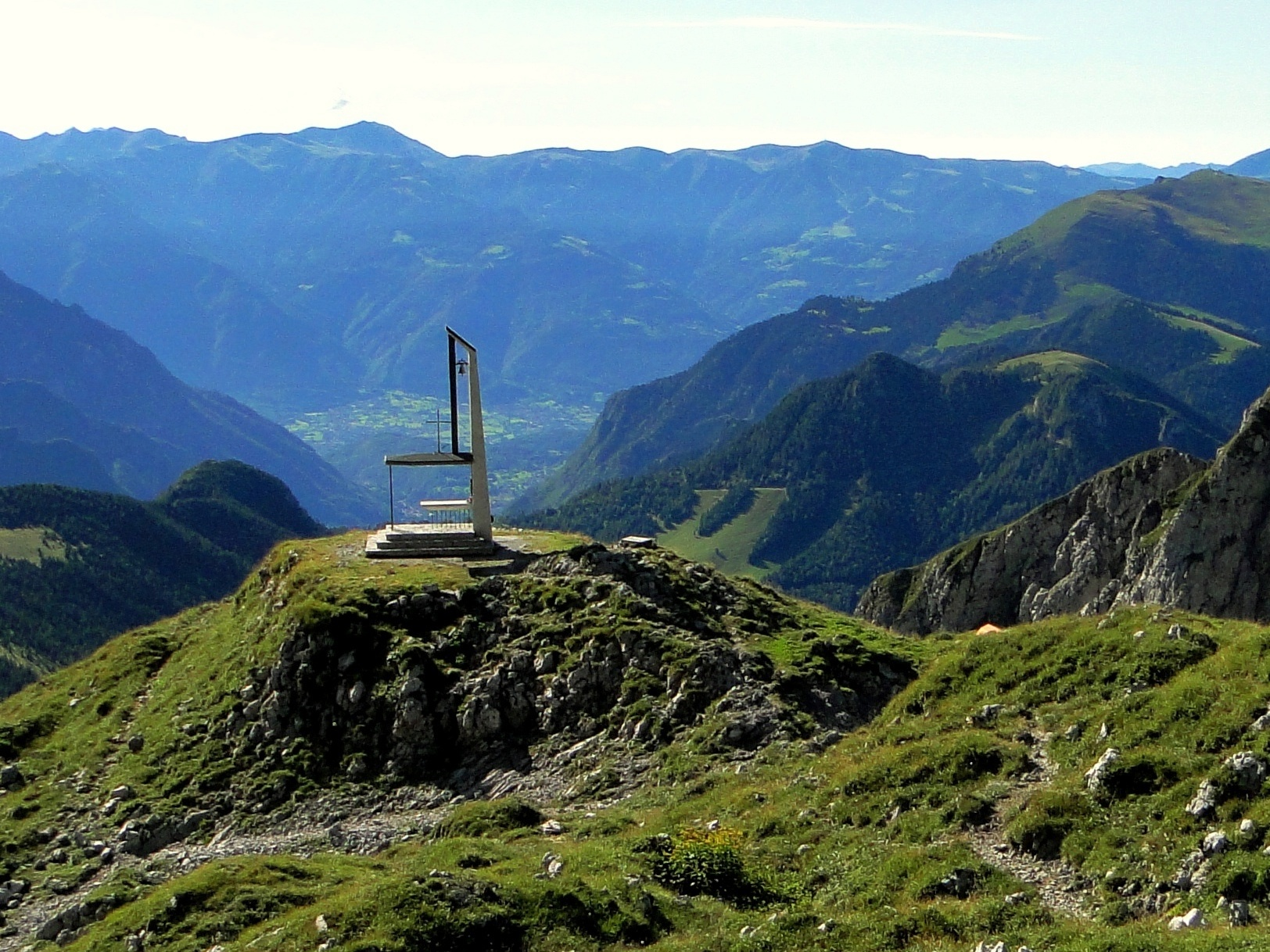
Cappella Savina
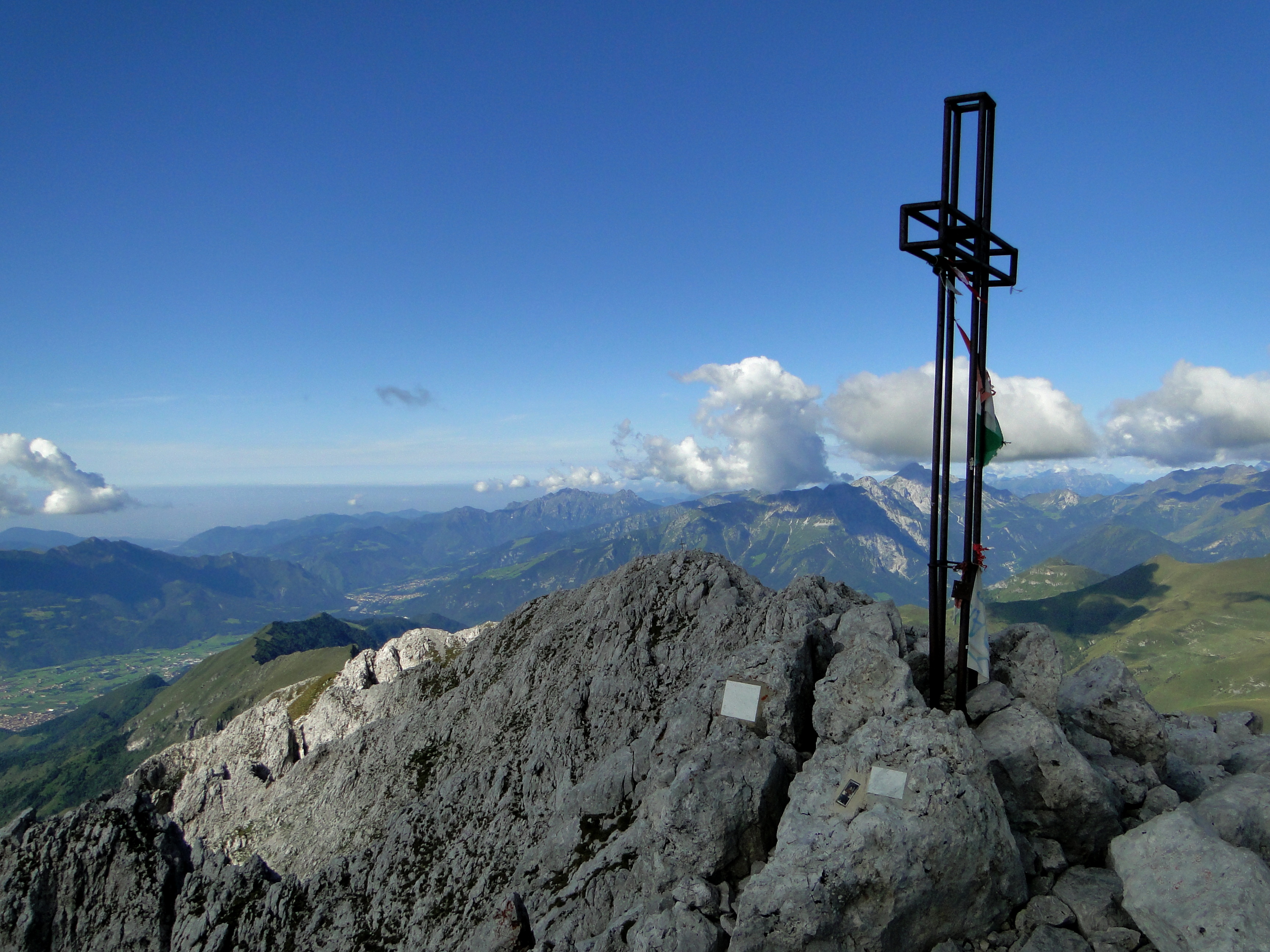
Croce della cima occidentale
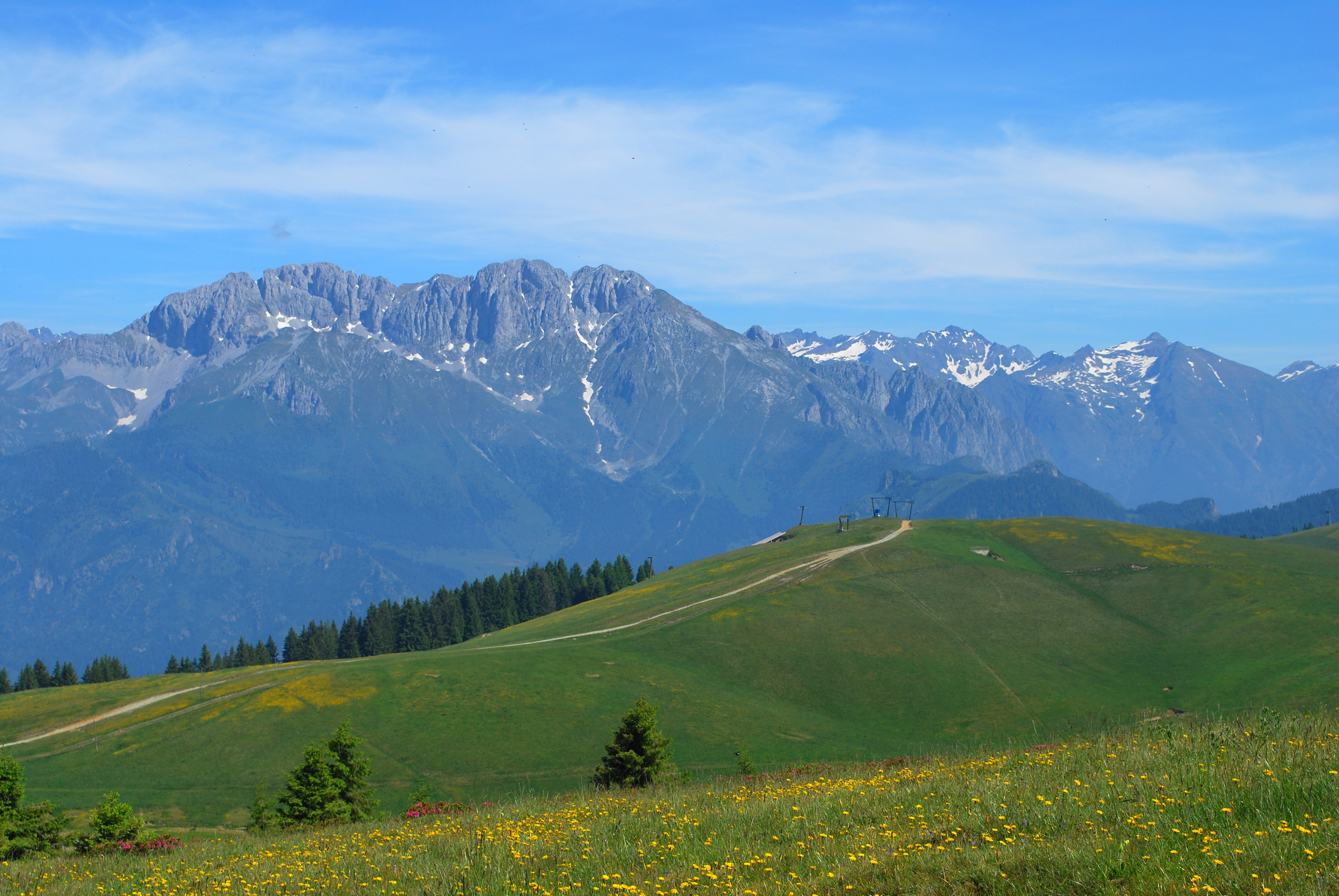
Veduta del massiccio della Presolana
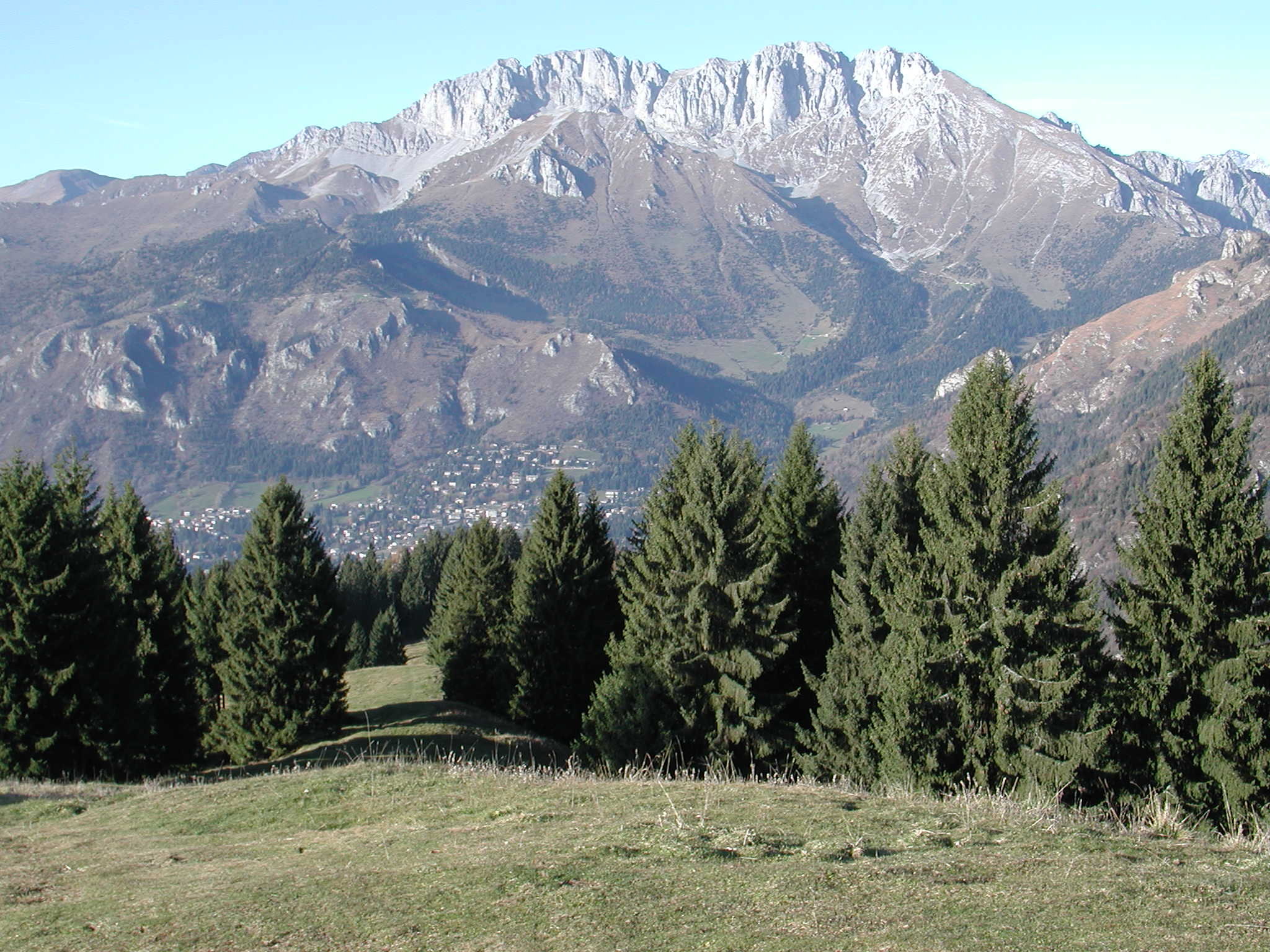
Vista sul versante sud della Presolana e la sottostante conca di Castione
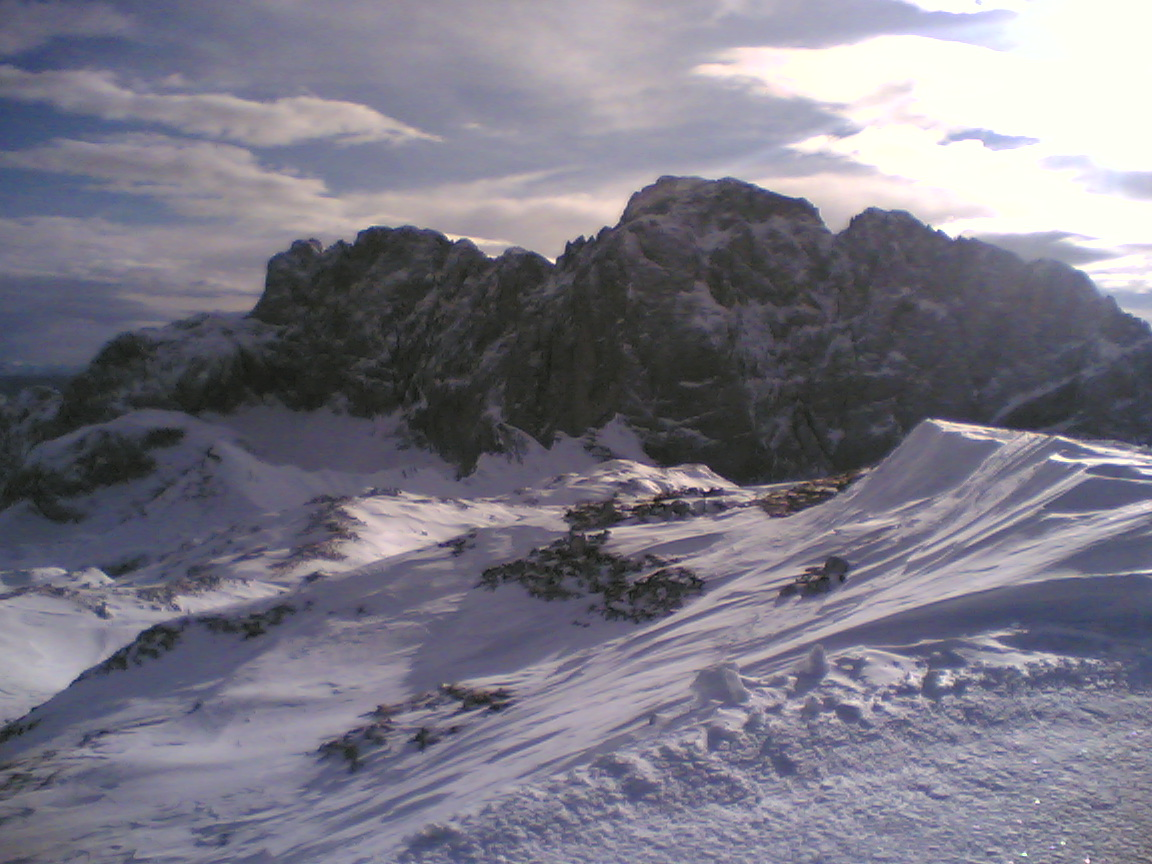
Presolana da Colere
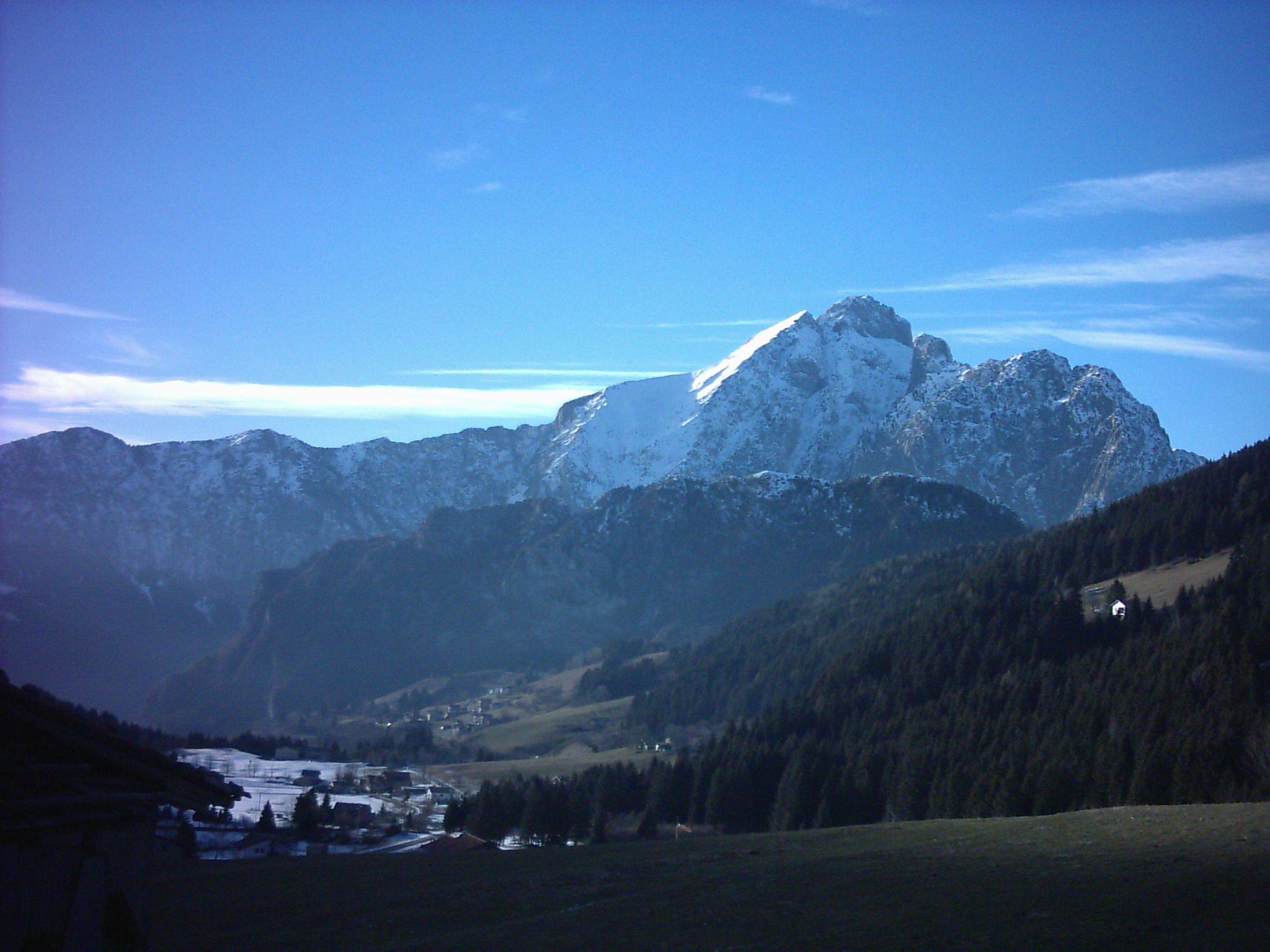
Presolana dalla Croce di Salven
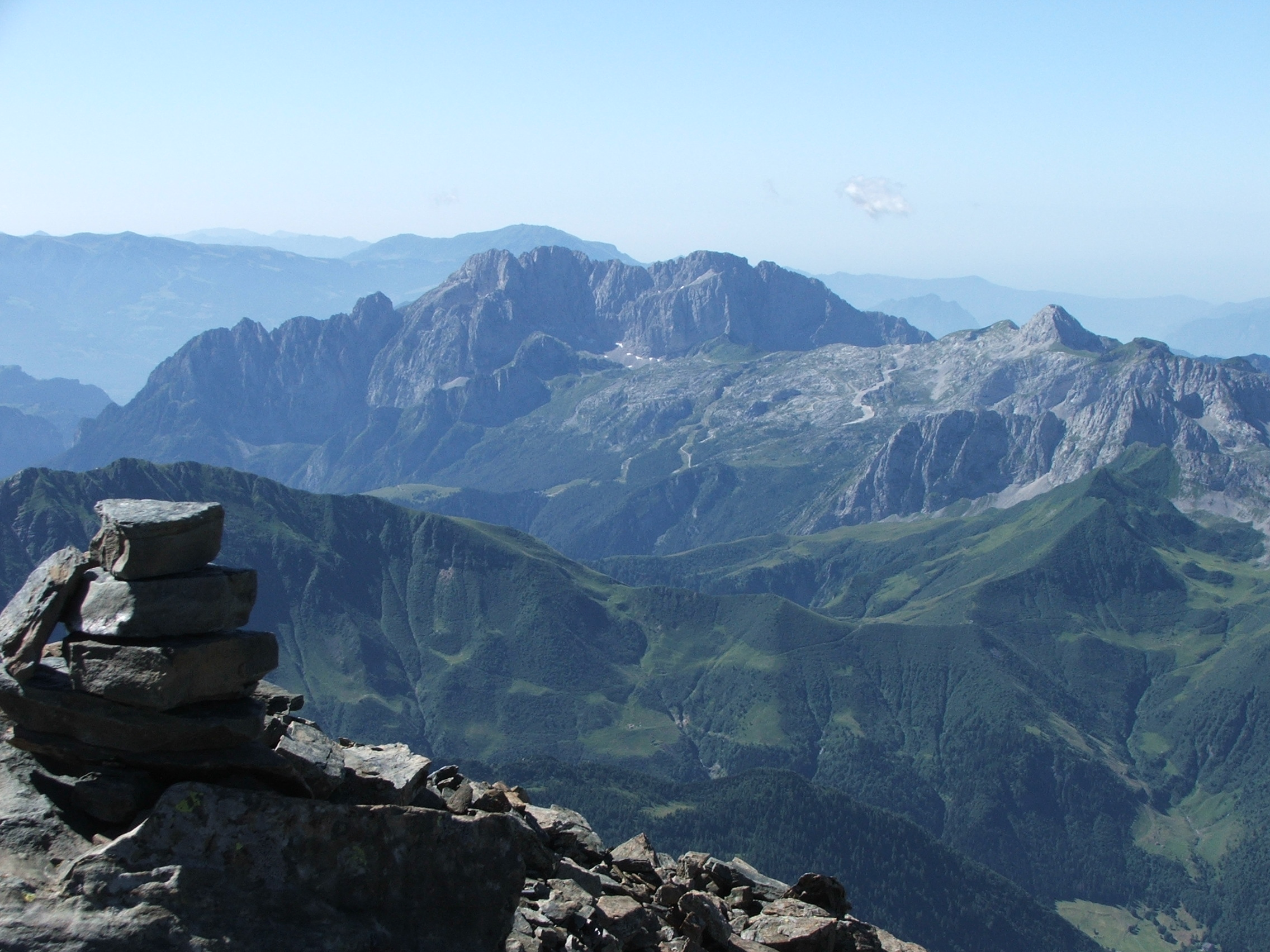
Presolana dal Pizzo Coca
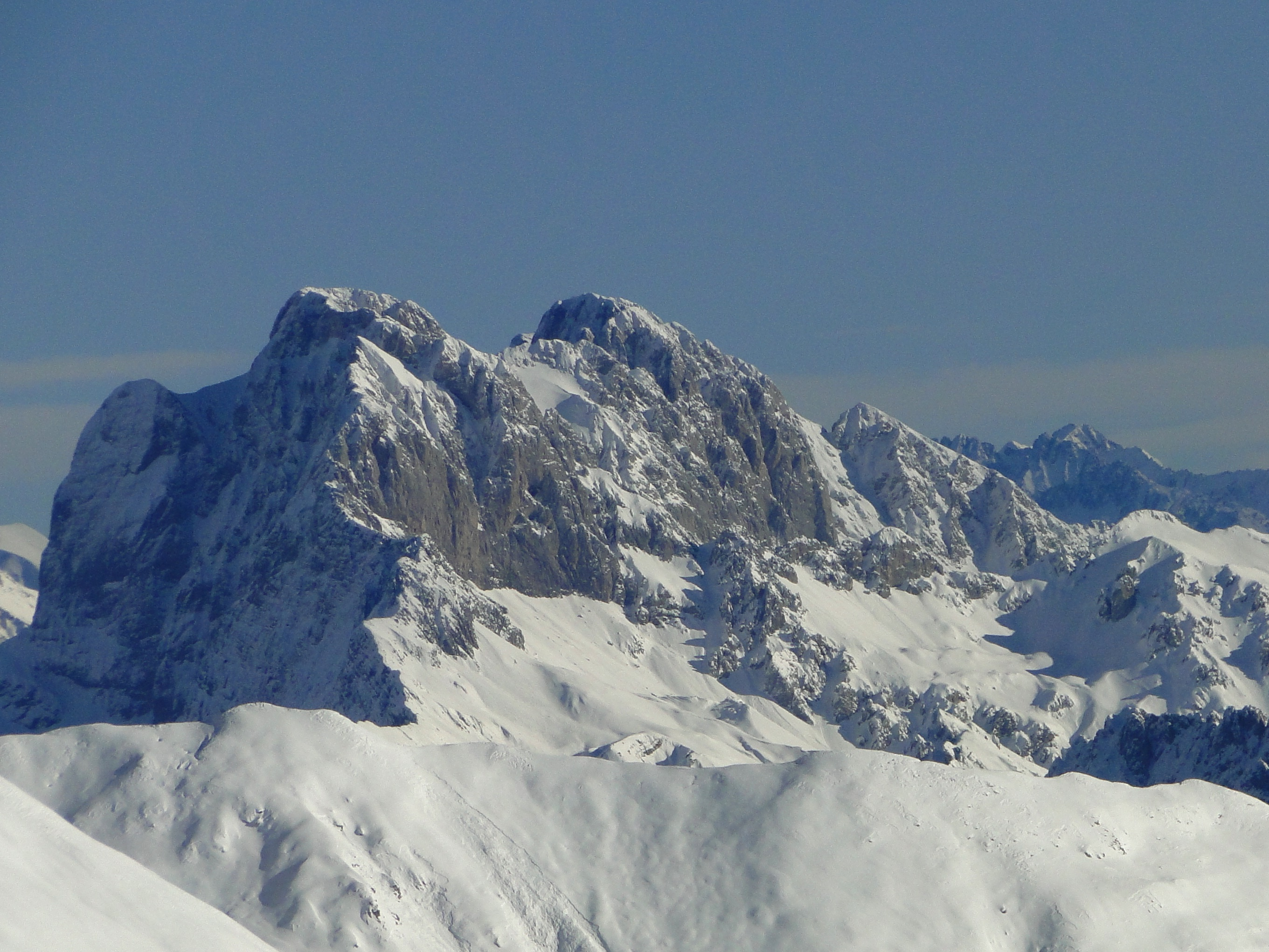
Presolana dal Monte Grem
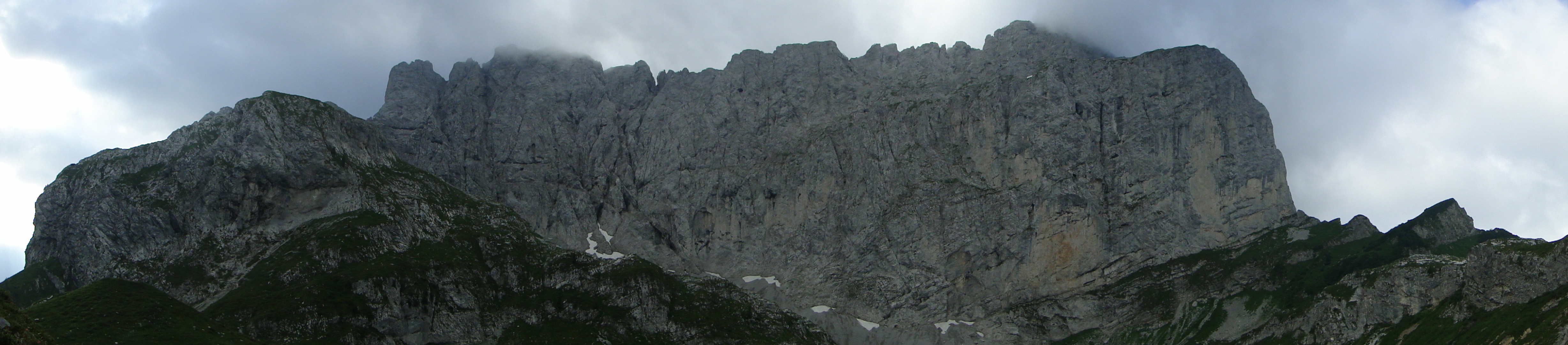
Parete Nord
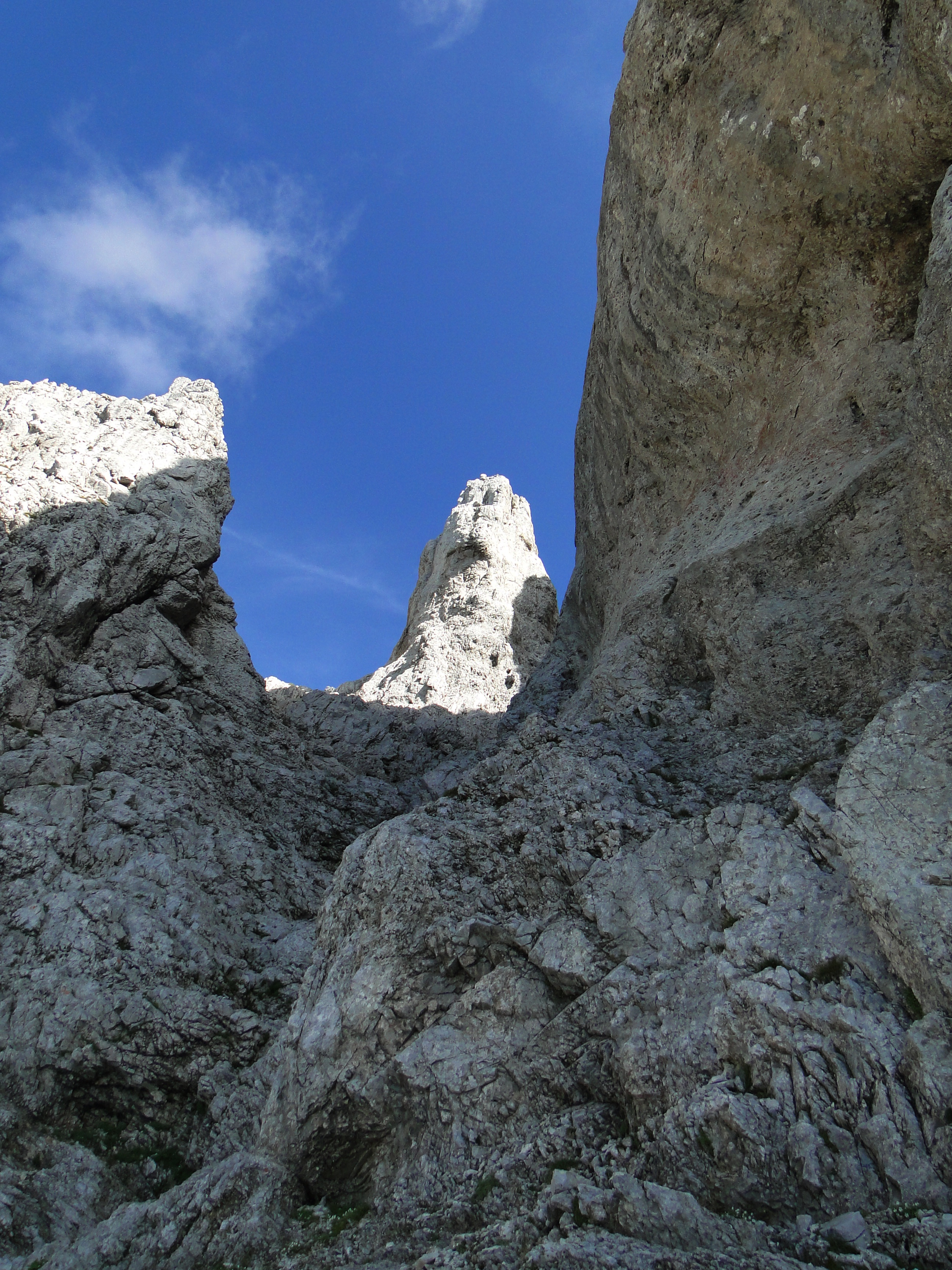
Torrioni della parete sud
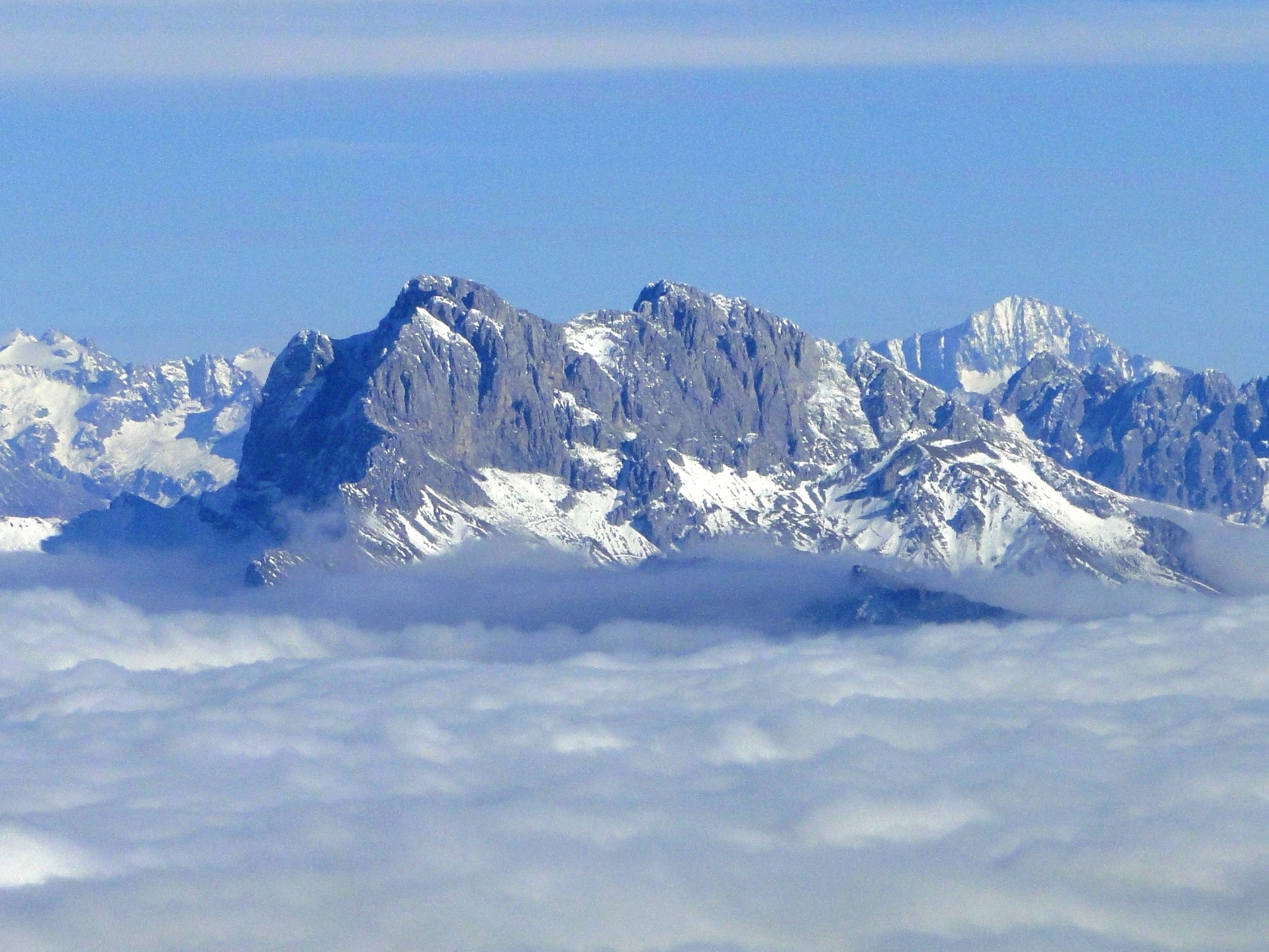
Presolana dall'Alben
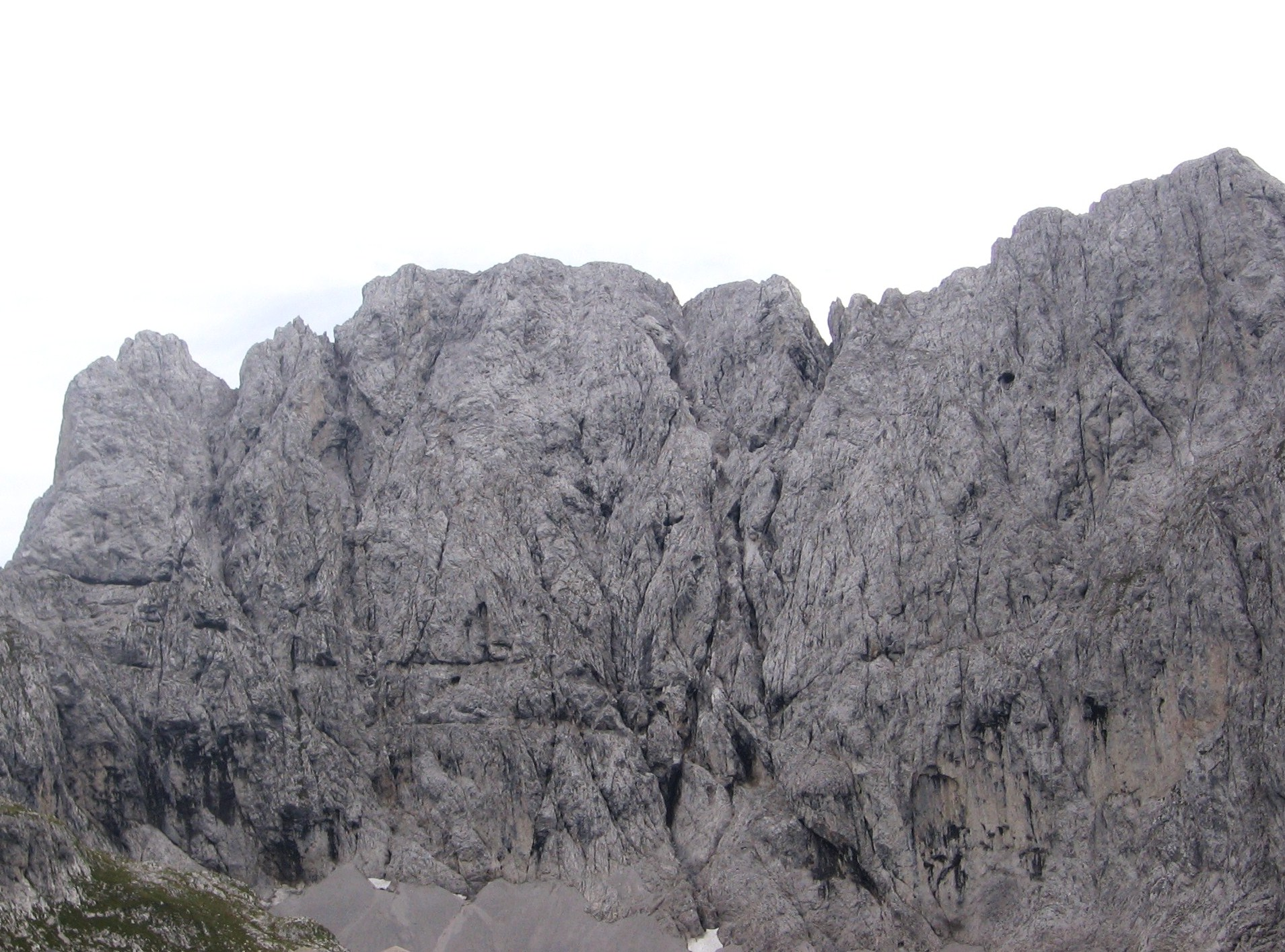
Parete Nord